# Felix Neff

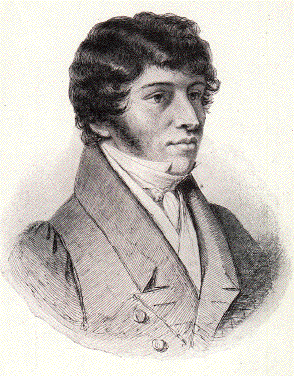
Felix Neff

Felix Neff, född i Genève den 8 oktober 1798, död 12 april 1829, var en schweizisk protestantisk prästman och filantrop. Han var ursprungligen artillerisergeant, men bestämde sig 1819 för att helt och hållet ägna sig åt evangeliskt arbete. Han prästvigdes 1822, och slog sig kort därefter ner i dalen Freissinières, där han arbetade på samma sätt som J. F. Oberlin, i det att han på samma gång var pastor, lärare, ingenjör och jordbrukare. Han blev så framgångsrik att han lyckades förändra både distriktets och dess invånares karaktär. År 1827 tvingades han, utsliten av sitt arbete, återvända till sin hemort, där han dog två år senare.